# Plaza de Cibeles
La plaza de Cibeles se encuentra en la ciudad española de Madrid, en la intersección de la calle de Alcalá (que la cruza de oeste a este) con el paseo de Recoletos (al norte) y el paseo del Prado (al sur). Este lugar, uno de los más simbólicos de la capital, divide los límites de los distritos Centro, Retiro y Salamanca.
En el centro del recinto, se sitúa la célebre fuente de Cibeles, esculpida en el año 1782, a partir de un diseño de Ventura Rodríguez. Cada una de las cuatro esquinas de la plaza está presidida por edificios emblemáticos, construidos entre finales del siglo XVIII y principios del XX. 
El Palacio de Buenavista, ocupado por el Cuartel General del Ejército de Tierra y que data de 1777, es el más antiguo de todos ellos. Se ubica en el ángulo noroccidental, enfrentado al Palacio de Linares, actual Casa de América, que se alza sobre el nororiental. Por su parte, el Palacio de Cibeles, sede del Ayuntamiento de Madrid desde 2007, se extiende sobre el extremo sureste y el Banco de España sobre el suroeste.
Con los años, el Palacio de Cibeles y la fuente se han convertido en el monumento símbolo de la ciudad.

## Toponimia
La plaza de Cibeles toma su denominación de la fuente homónima, dedicada a la diosa frigia Cibeles, asociada a la griega Rea, quien era esposa del titán Cronos. El lugar se llamó inicialmente «plaza de Madrid», pero, en 1900, el Ayuntamiento la bautizó como «plaza de Castelar», nombre que finalmente fue sustituido por el actual.

## Historia

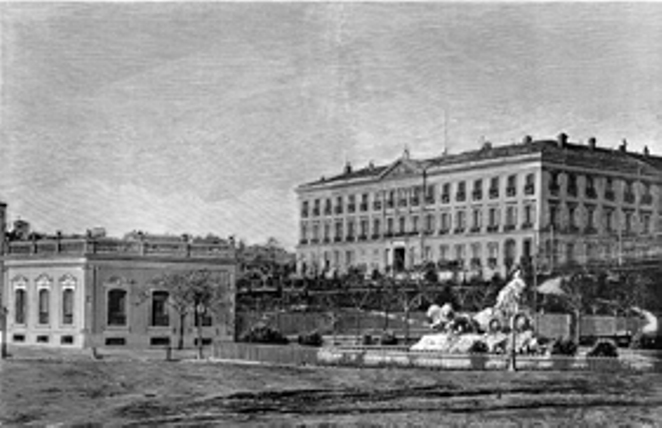
Emplazamiento primitivo de la fuente de Cibeles, junto al Palacio de Buenavista. El grabado corresponde a 1880, quince años antes del traslado del conjunto escultórico a su actual ubicación.

El lugar que hoy ocupa la plaza de Cibeles formaba parte de un eje arbolado longitudinal que, en el Renacimiento, separaba el casco urbano madrileño de diferentes conjuntos monacales y palaciegos. Constaba de tres tramos principales, conocidos como el Prado de los Recoletos Agustinos (actual paseo de Recoletos), el Prado de los Jerónimos (que se corresponde con el paseo del Prado) y el Prado de Atocha (desaparecido).
La primera reforma de importancia de este eje se llevó a cabo a instancias de Felipe II, en el año 1570. En el siglo XVIII, durante el reinado de Carlos III, se emprendió una nueva remodelación. El proyecto, que recibió el nombre de Salón del Prado, fue ejecutado por los arquitectos Ventura Rodríguez y José de Hermosilla. Consistía en crear una gran zona ornamental de jardines y fuentes al este de Madrid, flanqueada en sus lados por diferentes recintos dedicados a la divulgación científica y cultural.

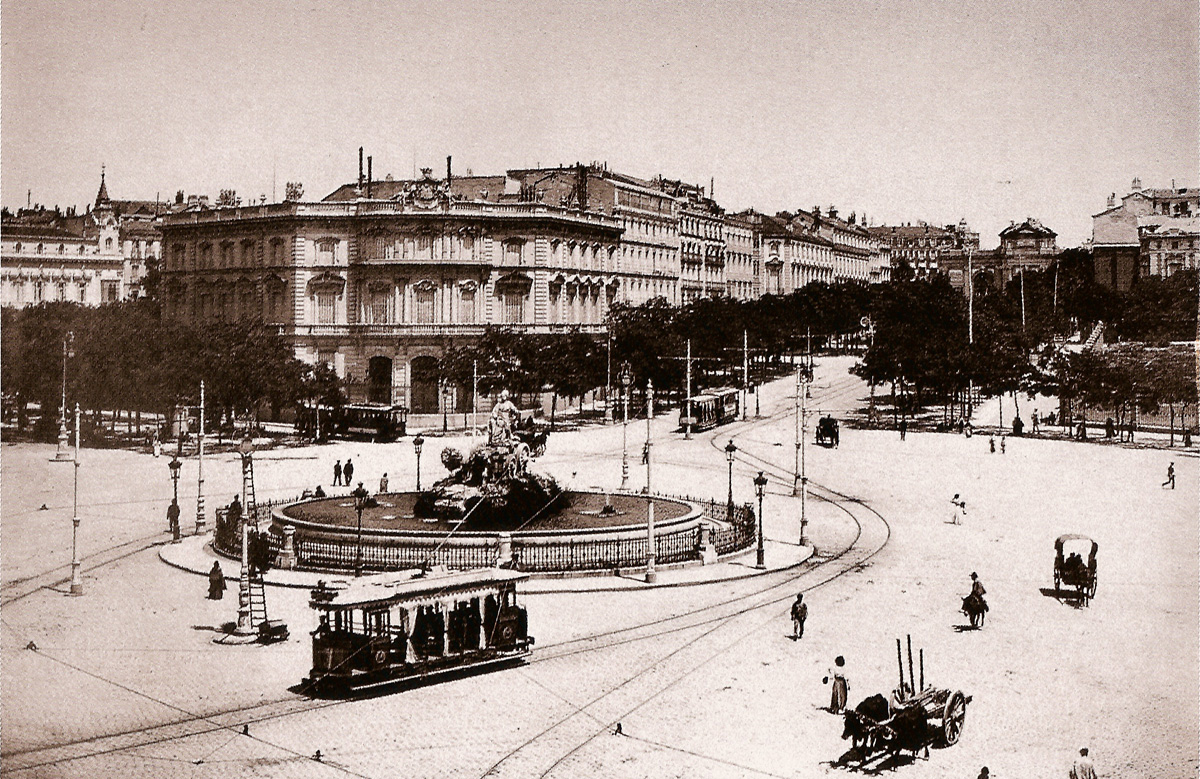
Vista de la plaza hacia comienzos del, con un tranvía eléctrico y la fuente de Cibeles y, en segundo plano, el palacio de Linares. Aún no existe el palacio de Comunicaciones, construido en las dos primeras décadas del siglo.

Fruto de esta iniciativa urbanística, fue la instalación en 1782 de la fuente de Cibeles junto al Palacio de Buenavista, en el paseo de Recoletos, mirando hacia la vecina fuente de Neptuno. En 1895, se tomó la decisión de trasladar este conjunto escultórico a la intersección del citado paseo con la calle de Alcalá, su actual ubicación. La confluencia de ambas vías fue aprovechada para crear alrededor de la fuente una rotonda de distribución del tráfico de carruajes, que dio origen a la plaza.
Cuatro años antes del traslado de la fuente había abierto oficialmente sus puertas el Banco de España, con lo que los ángulos occidentales de la plaza quedaron cerrados (esta construcción se encuentra en la esquina suroeste, enfrentada al Palacio de Buenavista, en la noroeste). 
En los primeros años del siglo XX, el contorno oriental quedó definitivamente articulado, con la inauguración en 1900 del Palacio de Linares, después de veintitrés años de proyectos y obras; y en 1917 del Palacio de Comunicaciones, el edificio de mayor altura del recinto y el que, junto con la fuente, mejor define a la plaza.
Con el desarrollo urbanístico de Madrid, la plaza de Cibeles se convirtió en centro neurálgico de la ciudad y, dada su ubicación entre dos de las principales arterias de la villa (la calle de Alcalá y el eje Recoletos-Prado), en un importante nudo del tráfico rodado. Ha sido escenario de diferentes acontecimientos históricos y sociales, destacando, entre estos últimos, las celebraciones deportivas de los aficionados del Real Madrid.

## Descripción
La plaza de Cibeles tiene planta circular. Su disposición en la confluencia de varias vías de considerable anchura la asemejan más a una gran rotonda que a una plaza propiamente dicha. Pese a ello, presenta importantes valores histórico-artísticos, gracias a los cuatro edificios que cierran su contorno y al conjunto escultórico que ocupa su parque 

### Fuente de Cibeles

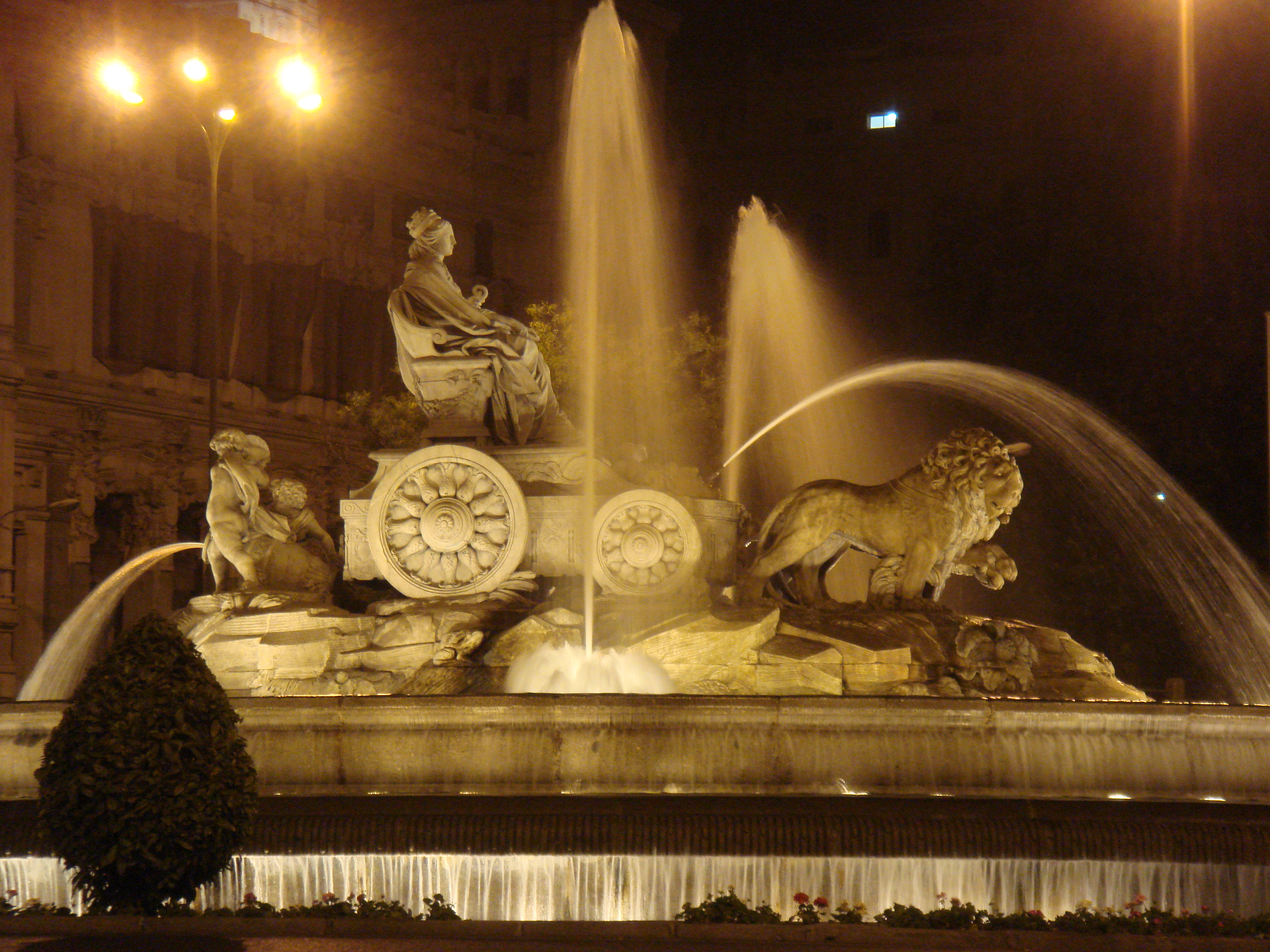
Vista nocturna de la fuente de Cibeles, construida en 1782. A la izquierda, se aprecian los amorcillos añadidos a finales del.

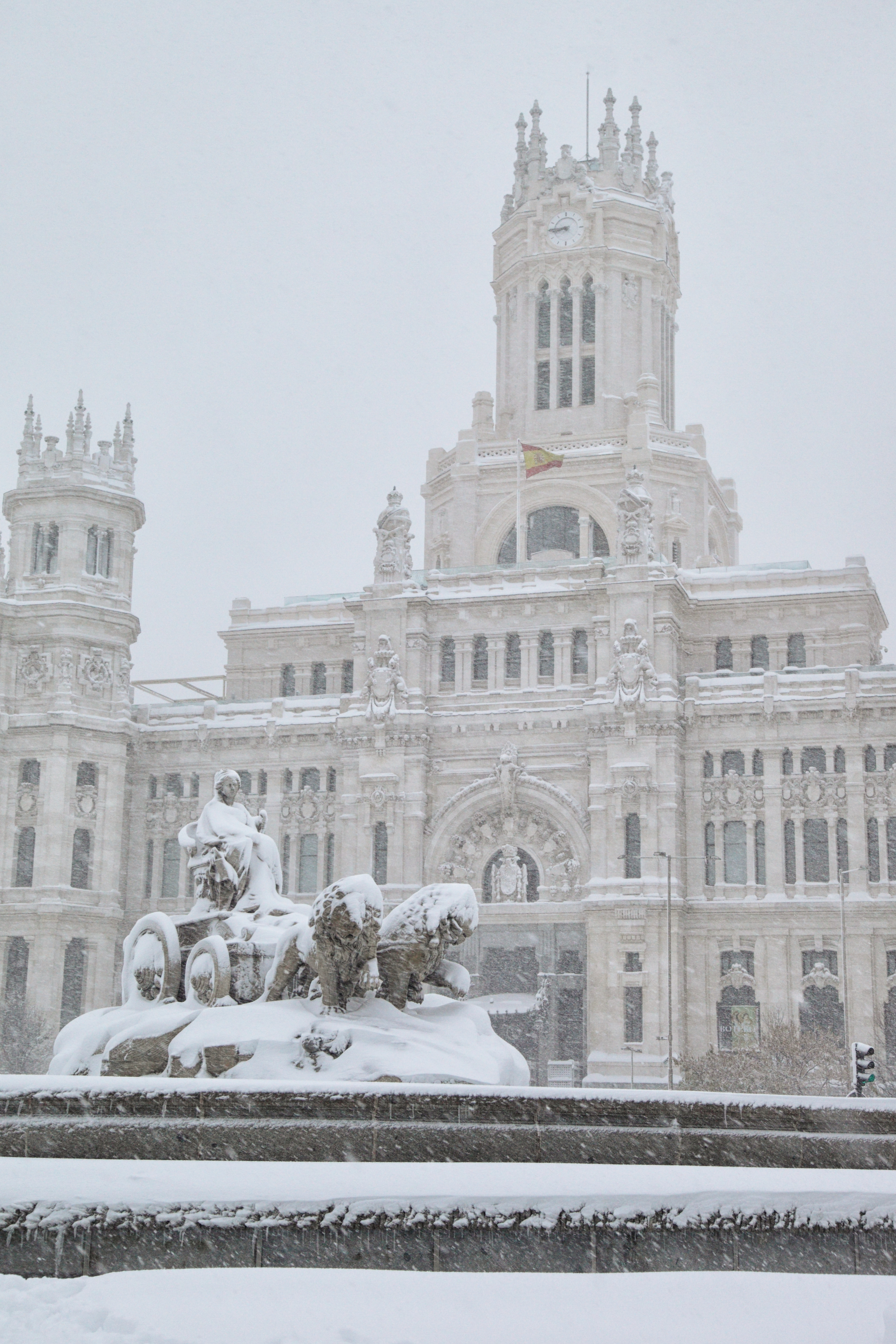
La fuente de Cibeles y el Palacio de Cibeles cubiertos de nieve.

La fuente de Cibeles fue diseñada por el arquitecto Ventura Rodríguez, dentro del proyecto del Salón del Prado. Su ejecución correspondió a los escultores Francisco Gutiérrez Arribas, quien se encargó de la figura de la diosa y del carro, y Roberto de Michel, autor de los leones. También colaboró en la obra el adornista Miguel Ximénez.
Desde su inauguración en 1782 hasta su traslado al centro de la plaza en 1895, la fuente cumplía una función de abastecimiento de agua a los ciudadanos. Con su nueva ubicación, perdió este uso y se convirtió en un elemento ornamental, que el Ayuntamiento de Madrid subrayó situando el monumento sobre cuatro peldaños e incorporando en la parte trasera del carro dos nuevas esculturas. Estas representan a dos amorcillos, uno arrojando agua con un ánfora (obra de Miguel Ángel Trilles) y otro sosteniendo una caracola (su autor es Antonio Parera).
A mediados del siglo XX, se realizaron diferentes mejoras en los juegos de agua. Se añadieron cascadas y dos surtidores verticales que alcanzan los 5 m de altura, así como un chorro curvado que lanza agua desde la figura de la diosa hasta el estanque.
Existe una réplica exacta de la fuente de Cibeles en la Ciudad de México, ubicada en uno de los barrios más emblemáticos de la ciudad, La Colonia Roma; en el cruce de las calles Oaxaca, Durango, Medellín y el Oro. Se instaló en México como símbolo de hermandad entre la comunidad española y la mexicana en 1980 y fue remodelada en el 2011 como parte de un programa de mantenimiento y remodelación del gobierno de la ciudad. Actualmente se le considera junto con la plaza en la que se encuentra como un rincón emblemático de la ciudad.

### Palacio de Buenavista

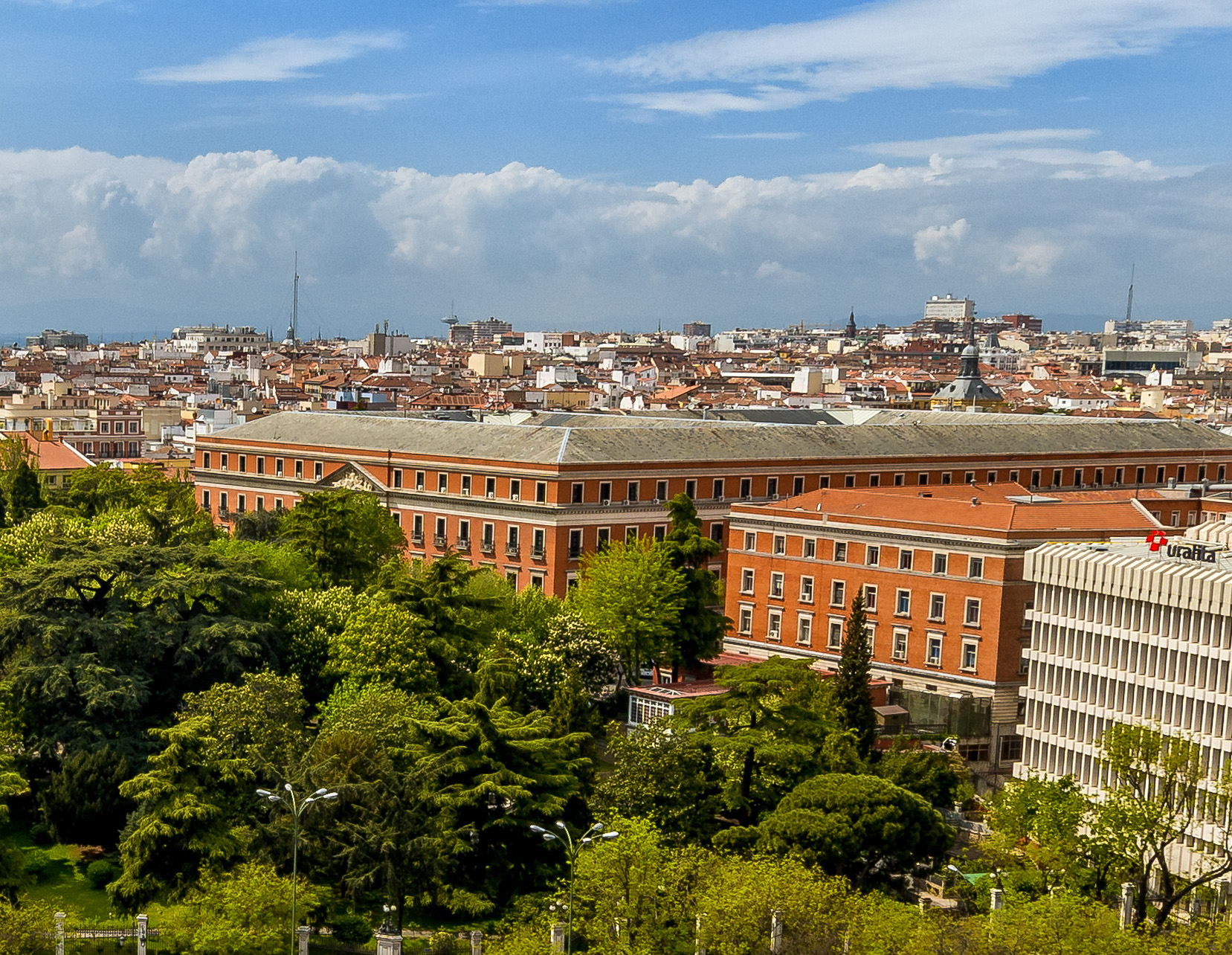
Palacio de Buenavista

El Palacio de Buenavista, sede actual del Cuartel General del Ejército de Tierra, fue la residencia de los duques de Alba en el último tercio del siglo XVIII. Fue construido en 1777 en la finca conocida como Altillo de Buenavista, adquirida en 1769 por el duodécimo duque de Alba. Su trazado, diseñado por Juan Pedro Arnal, sintetiza esquemas franceses e italianos. Está situado sobre un promontorio, rodeado de una zona arbolada, lo que dificulta su visibilidad desde la plaza de Cibeles.
El edificio fue reformado en el año 1939. En esta remodelación, se levantó un piso más y se incorporó un frontis a la fachada principal, que da a la calle de Alcalá, obra del escultor Aniceto Marinas.

### Banco de España

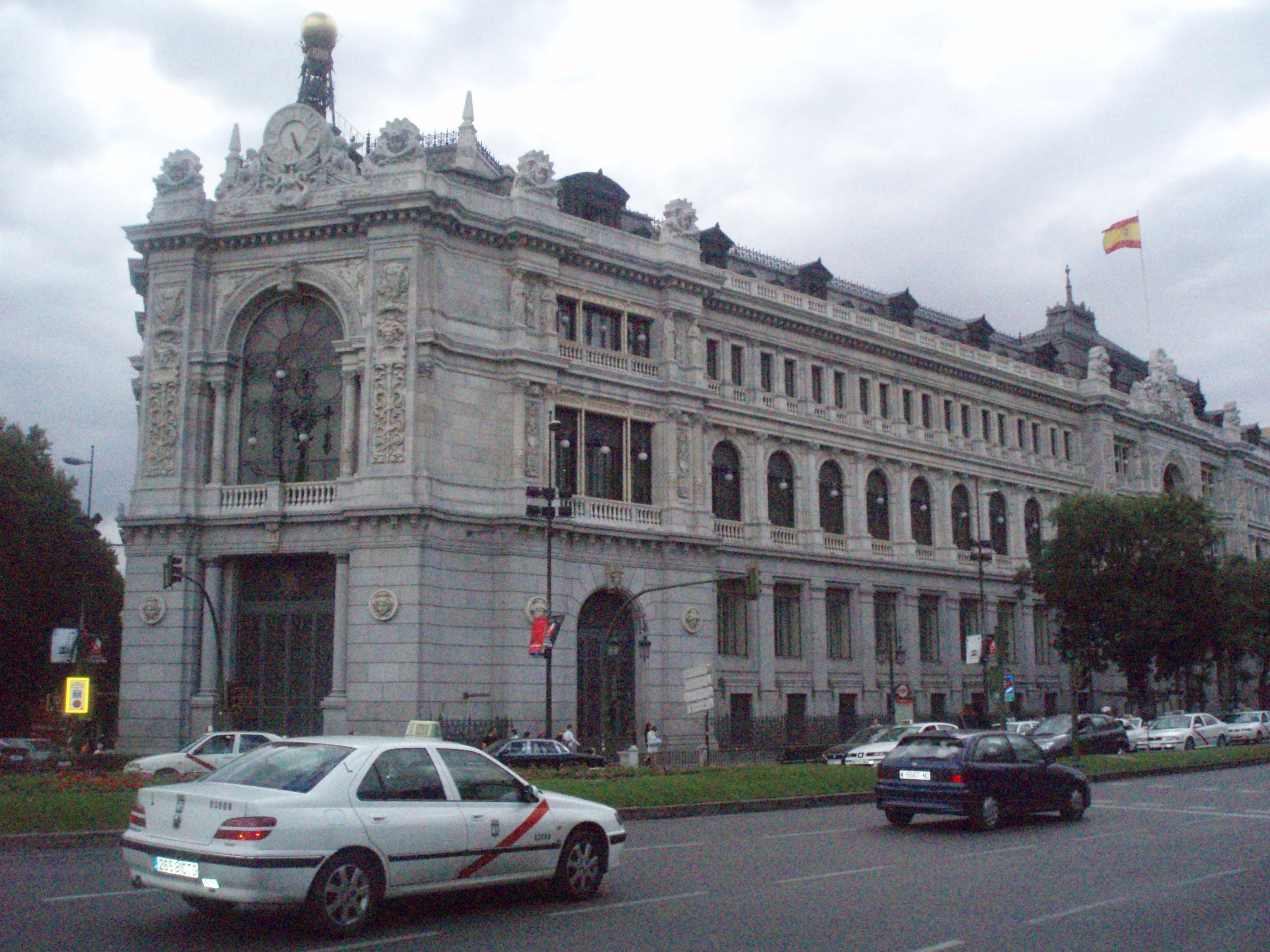
El Banco de España, finalizado en 1891, preside el ángulo suroeste de la plaza de Cibeles.

La esquina suroccidental de la plaza está presidida por la sede central del Banco de España, inaugurada en 1891, nueve años después de que el rey Alfonso XII colocara la primera piedra. El edificio fue proyectado por Eduardo Adaro y Severiano Sainz de la Lastra, quienes contaron con un presupuesto aproximado de 15 300 000 pesetas. También intervinieron en las obras Aníbal Álvarez Bouquel, Alejandro Herrero y Bernardo Asins, entre otros. Este último fue el autor de las puertas de hierro.
A lo largo del siglo XX, se emprendieron tres ampliaciones. La primera de ella tuvo lugar entre 1930 y 1934 y la segunda entre 1969 y 1975. La más reciente, culminada en 2006, fue diseñada por Rafael Moneo. Todas ellas han respetado el trazado original del edificio.

### Palacio de Linares

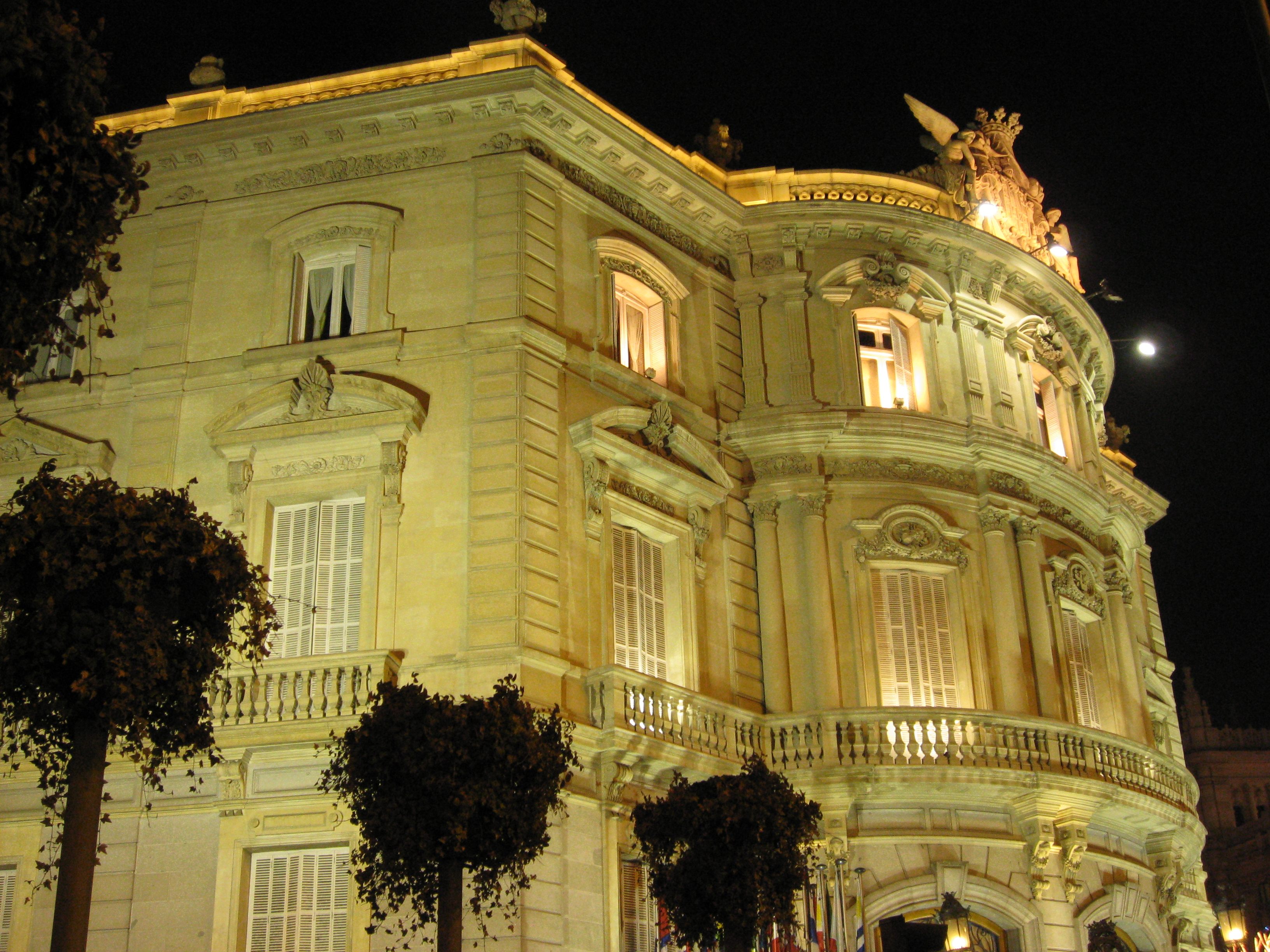
Fachada principal del Palacio de Linares, en la esquina nororiental de la plaza.

El Palacio de Linares debe su nombre a Mateo Murga Michelena, marqués de Linares, quien ordenó su construcción en 1877 al arquitecto Carlos Colubí. El edificio, que ocupa un solar de 3.064 m², fue concluido en 1900. La fachada principal, que da a la plaza de Cibeles, destaca por su chaflán cilíndrico y por los bajorrelieves de los frontones de las ventanas y frisos. 
En su interior, sobresale la decoración suntuosa de las diferentes salas y estancias, obra de diferentes artistas como Casto Plasencia, Jerónimo Suñol, Francisco Pradilla, Manuel Domínguez, Francisco Amérigo y Alejandro Ferrant, entre otros, quienes combinaron diferentes estilos, como el neogótico, el neobarroco o el romántico. El vestíbulo ovalado y la escalera de doble derrame, realizada por el arquitecto Manuel Aníbal Álvarez Amoroso, son dos de los elementos más significativos del interior. 
El Palacio de Linares fue restaurado en los años noventa del siglo XX para habilitarlo como sede de la Casa de América, institución que fomenta las relaciones culturales entre España y los países latinoamericanos. Junto al edificio principal, también fueron remodelados dos pabellones anexos, situados en su parte trasera: la denominada Casa de Muñecas, que presenta características románticas, y las caballerizas, de corte clásico.

### Palacio de Comunicaciones

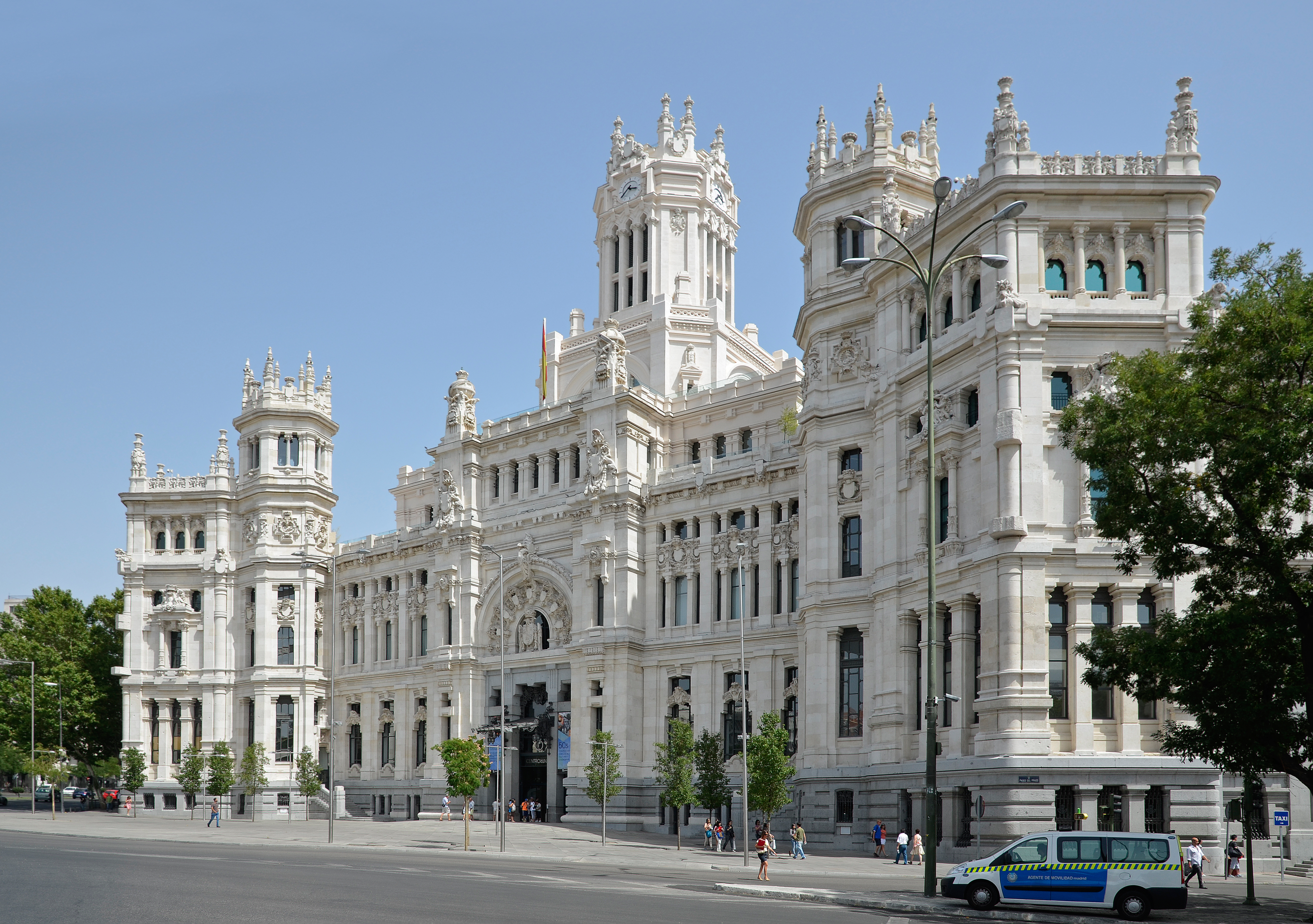
Fachada principal del Palacio de Comunicaciones.

El Palacio de Comunicaciones fue el último de los cuatro edificios del contorno de la plaza que abrió sus puertas. Puede considerarse como el que mejor identifica al recinto, al disponerse curvadamente sobre la esquina suroriental y propiciar la definición en círculo de la plaza. Asimismo, su aire institucional y su considerable altura máxima (la torre central mide más de 60 m) refuerzan la sensación de cierre de la amplia explanada en la que confluyen la calle de Alcalá y los paseos de Recoletos y Prado.
El palacio, que ocupa una superficie total de 12 207 m², se construyó sobre terrenos integrados originalmente en los Jardines del Buen Retiro. Comenzó a edificarse en el año 1904, a partir de un proyecto de los arquitectos Antonio Palacios y Julián Otamendi y del ingeniero Ángel Chueca Sainz. Su presupuesto total ascendió a 10.311.860 pesetas. Las obras finalizaron trece años después, en 1917.
El edificio, concebido con criterios de racionalidad y funcionalidad, mezcla diferentes influencias y estilos. La monumentalidad de sus volúmenes emula las pautas arquitectónicas estadounidenses vigentes en la época y sus composiciones volumétricas denotan un cierto toque francés. En lo que respecta a los elementos decorativos del exterior, éstos remiten a la arquitectura medieval española, presente también en el tratamiento de la piedra. 
El Palacio de Comunicaciones albergó hasta 2007 los servicios generales de correos, telegrafía y telefonía. A partir del citado año y después de diferentes obras de reforma, sirve de sede a la Alcaldía de Madrid.

## Panorámicas

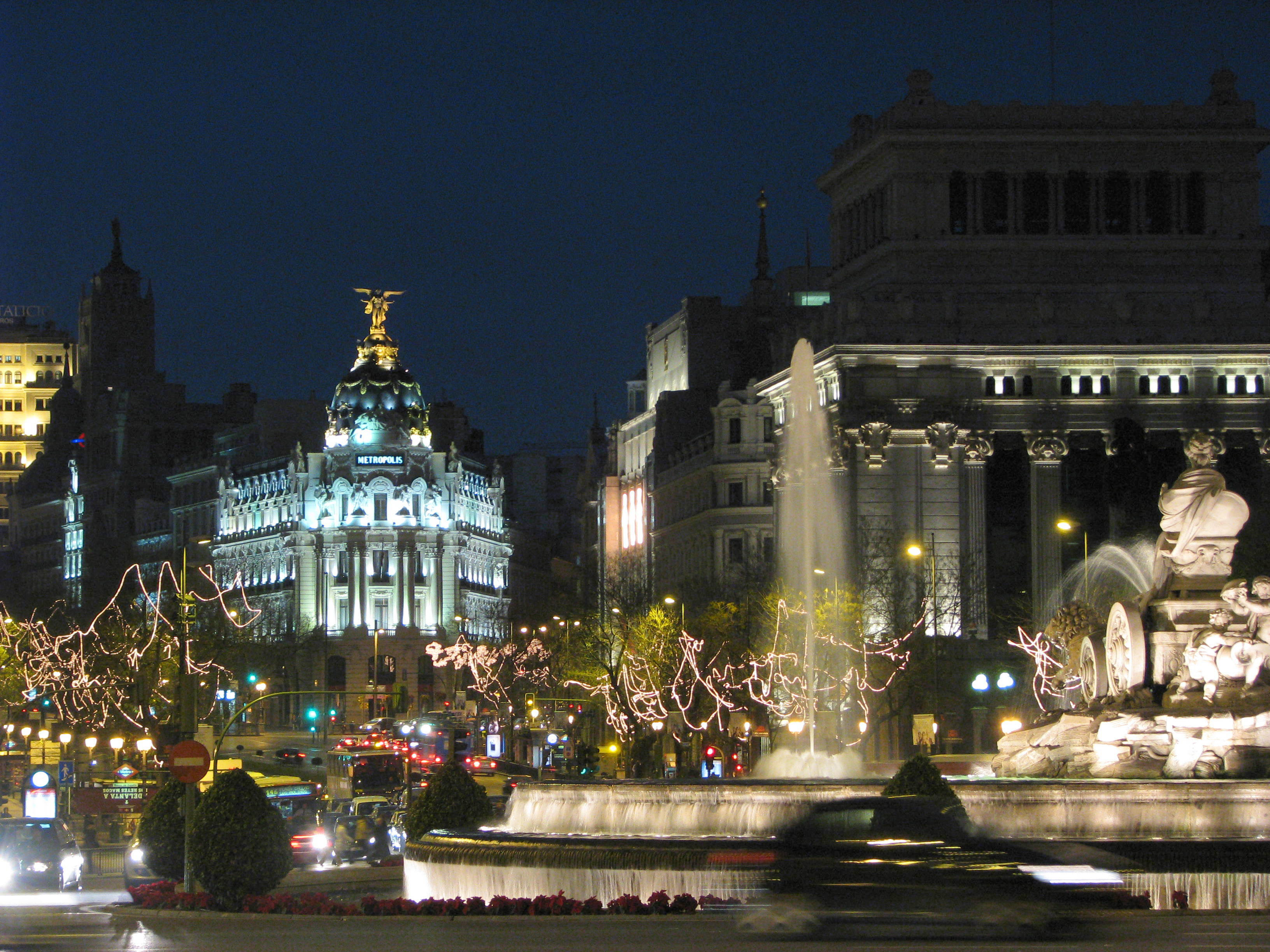
Vista nocturna del lado occidental de la plaza, con la fuente en primer término, el edificio Metrópolis en la parte central izquierda y la sede del Instituto Cervantes a la derecha. La imagen corresponde a la Navidad de 2007.

Además de su interés artístico e histórico, la plaza de Cibeles presenta importantes valores paisajísticos. Su ubicación en una pequeña hondonada, sobre el cauce del desaparecido arroyo de Valnegral, entre sendas elevaciones del terreno en sus lados oriental y occidental, permite divisar diferentes perspectivas urbanas, que se encuentran entre las más características del skyline madrileño.
- Lado occidental. En la parte oeste de la plaza desemboca el tramo inicial de la calle de Alcalá, notablemente ensanchada tras confluir en ella la Gran Vía. El edificio Metrópolis y las sedes del Círculo de Bellas Artes y del Instituto Cervantes son algunas de las construcciones que pueden contemplarse desde la plaza, gracias a la pendiente del terreno.
- Lado oriental. Tras llegar a la plaza de Cibeles, la calle de Alcalá prosigue cuesta arriba en sentido este. Esta disposición del terreno facilita una panorámica de la Puerta de Alcalá, situada en la cercana plaza de la Independencia.